# قطعنامه ۵۰۷ شورای امنیت
قطعنامه ۵۰۷ شورای امنیت سازمان ملل متحد که در تاریخ ۲۸ مه ۱۹۸۲ تصویب شد، سندی بین‌المللی دربارهٔ سیشل است. این قطعنامه طی نشست ۲۳۷۰ام با ۱۵ موافق، ۰ مخالف و ۰ ممتنع تصویب شد.